# Immigration allemande au Brésil

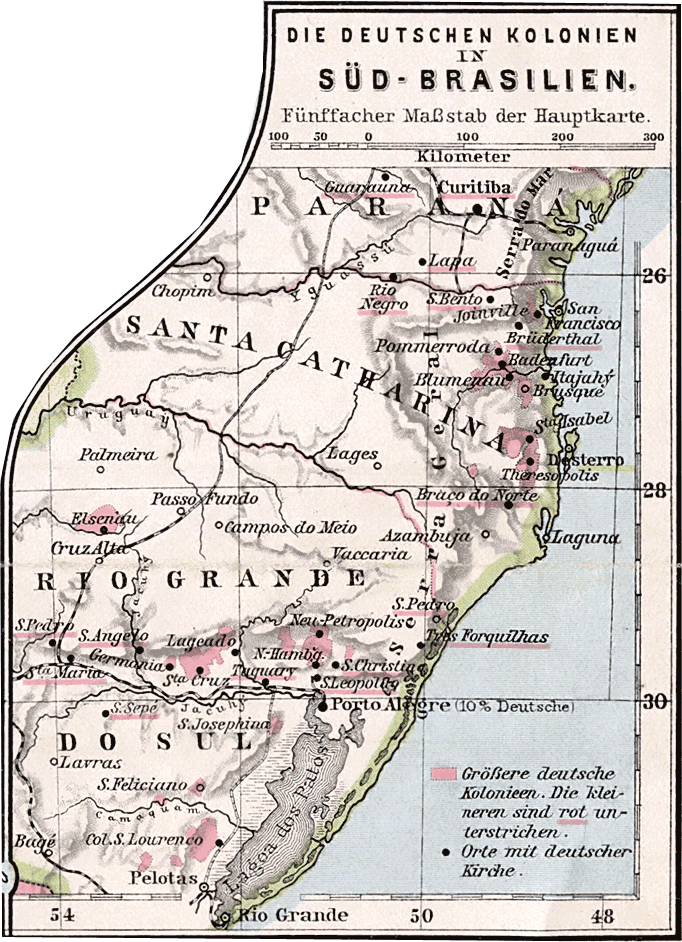
Communautés allemandes au Sud-Brésil (1905). Les populations allemandes importantes sont en rouge ; les églises allemandes sont en noir.

Dans le Brésil du XIXe siècle, apparurent des conditions optimales à la réalisation de l'immigration européenne. Dans la seconde moitié de ce siècle, les immigrants arrivèrent avec pour objectif de pourvoir en main-d'œuvre les plantations de café et fournir des paysans pour la réalisation d'installations coloniales qui allaient être créées par le gouvernement brésilien.
Les émigrants, dont faisaient partie des Allemands, laissaient leurs pays essentiellement pour des raisons économiques et socio-culturelles. L'émigration, qui était alors pratique courante en Europe, soulageait les pays de pressions socio-économiques importantes, en plus de les alimenter d'un flux appréciable de revenus arrivant de l'extérieur, car il était courant que les émigrants envoient une partie de leurs économies aux parents restés au pays.

## Histoire
São Leopoldo, dans le Vale dos Sinos, Rio Grande do Sul, a été le point de départ d'une aventure humaine qui a transformé une partie de l'histoire du Brésil, à partir de 1824, avec la fondation de la première colonie d'immigrants allemands dans le pays. Le Brésil venait de se rendre indépendant du Portugal, et, par l'influence de José Bonifácio, l'empereur Dom Pedro Ier décida, avec les Allemands, d'enclencher un programme d'immigration vers le Sud pour des questions de sécurité nationale, face aux fréquentes disputes territoriales de cette région frontière. De plus l'impératrice Leopoldina (Marie Léopoldine de Habsbourg-Lorraine) avait sa préférence pour ses compatriotes et en convainquit son époux l'empereur.
Dans les cinquante premières années du mouvement migratoire, arrivèrent au Rio Grande do Sul entre 20 000 et 28 000 Allemands qui, presque tous, décidèrent de se consacrer à l'agriculture.

## Les immigrants et le Brésil
En 1824, fut fondée la ville de São Leopoldo, considérée comme le berceau de la colonisation allemande au Brésil. Après s'être implantés au Rio Grande do Sul, toujours au XIXe siècle, les immigrés allemands remontèrent dans l'État de Santa Catarina, qui actuellement a la plus importante population d'origine allemande du pays (environ 40 % du total de l'État), et allèrent jusqu'en Espírito Santo, marquant de leur présence le Paraná et, en plus petite proportion, les États de Rio de Janeiro et de São Paulo.
Cette colonisation modifia l'occupation de l'espace, menant des populations en des endroits jusqu'alors méprisés. Les Allemands se dispersèrent sur le territoire et parmi la population brésilienne, marquant fortement les zones concernées par leur présence et en influençant d'autres. Un trait visible de cette expansion est le vaste réseau d'églises luthériennes sur les fronts de colonisation expliquant, en partie, la grande influence germanique dans le pays. En 1922, il y avait 375 paroisses des églises de Confession Luthérienne du Brésil, parmi lesquelles 237 (63 %) dans la région Sud, 64 dans la région Sud-Est (31 dans l'Esperito Santo), 29 dans la région Nord, 26 dans le Centre-Ouest, 18 dans le Nord-Est.
De grands changements sociaux furent aussi introduits : jusqu'à cette époque, la classe moyenne brésilienne était quasi inexistante et se concentrait dans les villes ; les colons allemands finirent par constituer une classe rurale de petits propriétaires et d'artisans libres, ce qui n'était pas le cas dans leur pays d'origine, où beaucoup d'entre eux venaient de quitter une condition de paysans. Cette politique émigratoire préfigurait la fin de l'esclavage au Brésil, il fallait remplacer les esclaves par une main-d'œuvre de producteurs libres pour maintenir la production économique du pays.
Vers la fin du XIXe siècle, plus de 210 000 Allemands étaient durablement installés au Brésil (ce chiffre est estimé à plus de 350 000 dans les années 1960). Cette vague migratoire fut ainsi très fructueuse, car les migrants allemands contribuèrent au développement économique du Brésil. Mais les liens latino-germaniques ont toutefois leur versant sombre, qui est aussi le plus connu, celui des exfiltrations de nazis hors d’Allemagne vers l’Amérique latine à la fin de la Seconde Guerre mondiale.

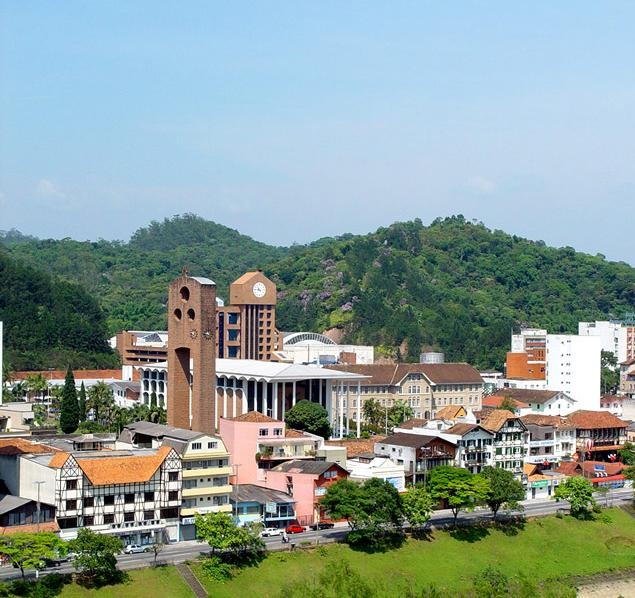
Blumenau, « ville allemande ».

| Décennies | Immigrants |
| --------- | ---------- |
| 1824-47   | 8 176      |
| 1848-72   | 19 523     |
| 1872-79   | 14 325     |
| 1880-89   | 18 901     |
| 1890-99   | 17 084     |
| 1900-09   | 13 848     |
| 1910-19   | 25 902     |
| 1920-29   | 75 801     |
| 1930-39   | 27 497     |
| 1940-49   | 6 807      |
| 1950-59   | 16 643     |
| 1960-69   | 5 659      |

## L'influence culturelle allemande au Brésil

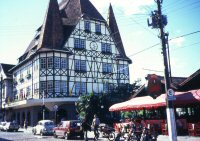
Maison typiquement allemande à Blumenau.

La vie culturelle allemande a joué un rôle important dans la formation de la culture brésilienne, en ce qui concerne certaines habitudes alimentaires, des représentations de théâtre typiques, les chorales dans les églises et les groupes musicaux, par exemple. Une de ces marques caractéristiques est l'Oktoberfest qui surgit comme une forme de protestation contre les mesures prises par l'Estado Novo de Getúlio Vargas pour interdire les manifestations culturelles qui s'identifiaient à l'Allemagne. Aujourd'hui c'est une fête qui symbolise l'esprit de fête allemand, la gastronomie, la musique et la langue allemandes, avec cependant quelques adaptations et modifications dues à l'interaction avec le terreau brésilien préexistant.

### Langue
Peter Rosenberg estimait à 500 000 le nombre des locuteurs de l'allemand standard et des dialectes allemands en 1950. En 1990, l'auteur estimait le nombre de locuteurs de l'allemand au Brésil à 3,6 millions, dans lesquels 1,4 million parlait des dialectes, comme le Hunsrückisch, le poméranien oriental, le westphalien, le souabien, le tyrolien, etc,.
Le Espírito Santo, depuis août 2011, inclut dans sa constitution le poméranien, avec l'allemand, comme faisant partie de son patrimoine culturel.

## Personnalités
- Paulo Evaristo Arns
- Zilda Arns
- Tomas Behrend
- Olga Benário
- Arthuro Henrique Bernhardt
- Hermann Blumenau
- Elano Blumer
- Leonardo Boff
- Gisele Bündchen
- Roberto Burle Marx
- Henrique Adriano Buss
- Rogério Mücke Ceni
- Fernando Collor
- Antônio de Castro Mayer
- Dunga
- Cássia Eller
- Fabiano Eller
- Ludwig Engels
- Vera Fischer
- Arthur Friedenreich
- Eloy Fritsch
- Argélico Fucks
- Ernesto Geisel
- Carlos Germano
- Astrud Gilberto
- Alberto Henschel
- Ingo Hoffmann
- Claudio Hummes
- Andreas Kisser
- Vilson Pedro Kleinübing
- Gustavo Kuerten
- João Geraldo Kuhlmann
- Kevin Kurányi
- Júlia Lemmertz
- Maria Lenk
- Aloísio Lorscheider
- Lovefoxxx
- Roberto Mangabeira Unger
- Maxwell
- Henrique Mecking
- Mano Menezes
- Ramon Menezes
- Ana Moser
- Fritz Müller
- Oscar Niemeyer
- Paulo Rink
- Fábio Rochemback
- Auguste de Saxe-Cobourg-Kohary
- Eusébio Oscar Scheid
- Alfredo Vicente Scherer
- Fernando Scherer
- Odilo Scherer
- Luis Eduardo Schmidt
- Oscar Schmidt
- Rafael Schmitz
- Tales Schutz
- Cléber Schwenck Tiene
- Ricardo Semler
- Silvia Sommerlath
- Tiago Splitter
- Marianne Steinbrecher
- Cláudio Taffarel
- Max Wilson
- Luís Carlos Winck
- Xuxa
- Raquel Zimmermann